# Sa'd ibn Abi Waqqas

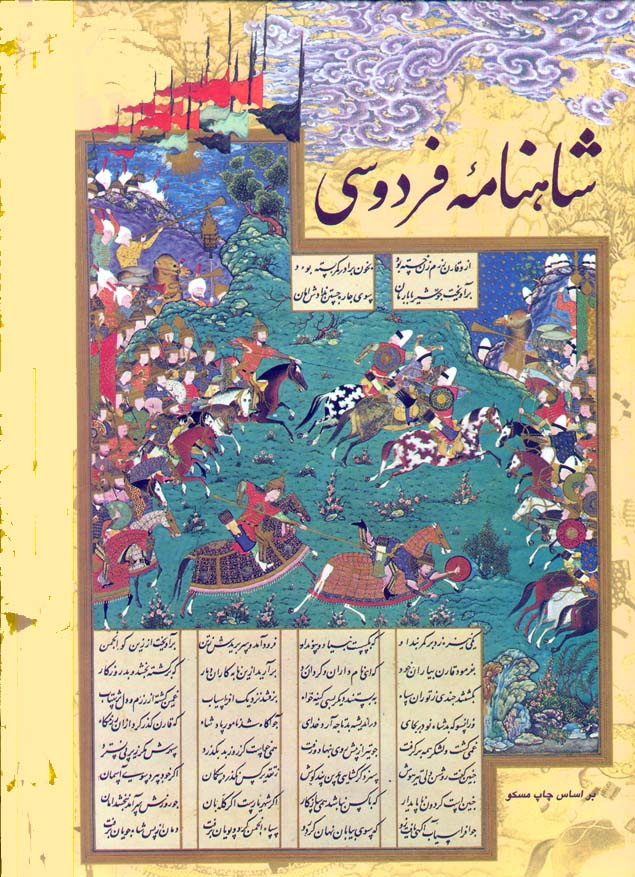
Saʿd ibn Abi Waqqas dirige el ejército del califato ortodoxo durante la Batalla de al-Qādisiyyah, ilustrado en el manuscrito del Shahnameh.

Saʿd ibn Abī Waqqāṣ (en árabe: سعد بن أبي وقاص‎), también conocido como Saʿd ibn Mālik, era uno de los compañeros del profeta islámico Mahoma. Saʿd era según se dice la séptima persona en abrazar el Islam, el cual lo hizo en la edad de diecisiete años. Es principalmente conocido por su liderazgo en la batalla de al-Qadisíyyah y en la conquista de Persia en 636, su gobierno en Persia, y su estancia diplomática en China en 651.

## Familia
Saʿd Nació en Meca en 595. Su padre era Abu Waqqās Mālik ibn Uhayb ibn Abd Manāf ibn Zuhrah del clan Banu Zuhrah de la tribu Quraysh. Uhayb ibn Abd Manaf era el tío paternal de Amínah bint Wahb, madre de Muhammad. La madre de Saʿd era Hamnah bint Sufyán ibn Umayya ibn Abd Shams ibn Abd Manaf.
Tenía diecisiete años cuando aceptó el islam. Tuvo muchos hijos, entre quienes destacan sus hijos Úmar y Aámir y su hija Un'isha.

## Durante la era de Muhammad 610–632

### La reacción de la madre sobre la conversión de Saʿd al islam
Saʿd relata:

Cuando mi madre escuchó la noticia de mi conversión (al Islam), se enfureció. Ella se me acercó y me dijo: "¡Oh, Sa‘ad! ¿Qué es esta religión que has abrazado y que te ha alejado de la religión de tu madre y tu padre...? Por Dios, abjura de tu nueva religión o no comeré ni beberé hasta que me muera. Tu corazón se rompería de pena por mí y el remordimiento te consumiría por lo que has hecho, y la gente te censurará para siempre. "No hagas (tal cosa), madre mía", le dije, "porque no abandonaré mi religión por nada". Sin embargo, continuó con su amenaza... Durante días ni comió ni bebió. Se volvió demacrada y débil.

Hora tras hora, fui a preguntarle si debía llevarle algo de comida o algo de beber, pero ella se negó persistentemente, insistiendo en que no comería ni bebería hasta que muriera o yo abandonara mi religión. Le dije: 'Yaa ¡Ummaah! A pesar de mi fuerte amor por ti, mi amor por Alá y Su Mensajero es realmente más fuerte. Por Alá, si tuvieras mil almas y cada una partiera una tras otra, no abandonaría esta religión por ninguna cosa.' Cuando vio que estaba determinado, cedió a regañadientes y comió y bebió.
Sa'd

Esto está relatado en el Corán, verso 31:14–15.

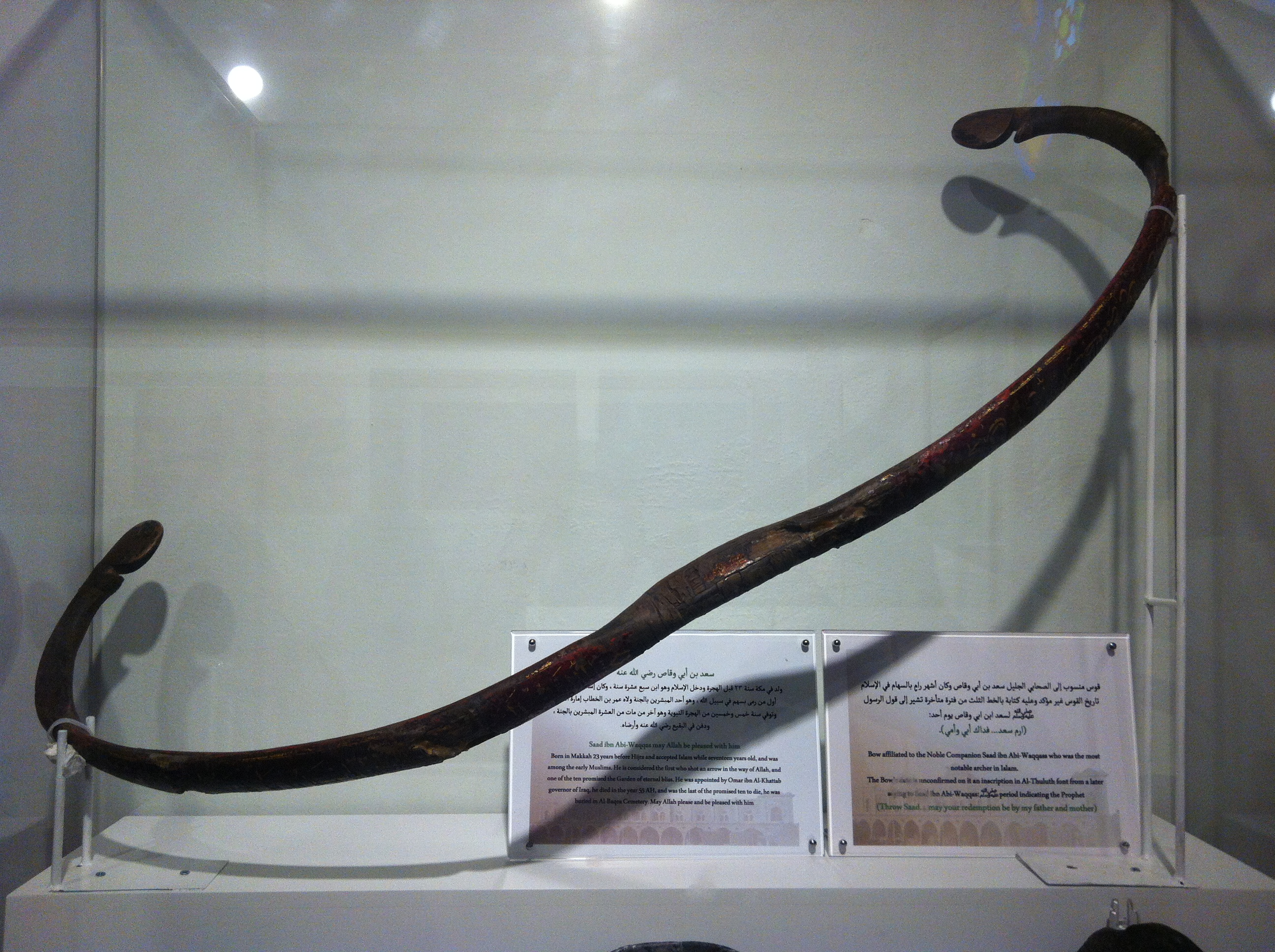
Arco de Saad bin Abi Waqqás en el museo del ferrocarril del Hiyaz, en Medina.